# Honorine Rondello
Pour les articles homonymes, voir Cadoret.
Honorine Rondello, née Honorine Jeanne Marie Cadoret le 28 juillet 1903 à Kérity (Côtes-du-Nord) et morte le 19 octobre 2017 à Saint-Maximin-la-Sainte-Baume (Var), est une supercentenaire française.

## Biographie

### Famille et jeunesse
Honorine Jeanne Marie Cadoret nait le 28 juillet 1903 dans un milieu modeste à Kérity (commune aujourd’hui intégrée à Paimpol) en Bretagne au sein d’une famille de pêcheurs de morues en Islande et au Groenland. 
Il lui faut, après le décès de son père, épauler sa mère et ses deux sœurs plus jeunes. Pour subvenir aux besoins du foyer, elle quitte l’école à 16 ans et intègre un atelier de couture, un hôtel, et rentre au service d’une famille bourgeoise.  

### Vie privée et professionnelle
Elle commence à travailler à 14 ans[réf. nécessaire] pour ne prendre sa retraite qu’à 73 ans. 
Lors d'un hiver[Quand ?], alors qu’elle est dame de compagnie, elle suit la famille bourgeoise qui l’emploie à Menton. Elle y rencontre son futur mari, Etienne François Rondello, décorateur céramiste dans une usine de faïence et originaire de Roquebrune-Cap-Martin. À la suite de cette rencontre, elle s’installe définitivement sur la Côte d’Azur après 26 années en Bretagne. Ils se marient le 2 octobre 1929.  
Dix ans plus tard, naît leur fille, Yvette. La Seconde guerre mondiale éclate et la famille doit évacuer la ville de Menton. En 1941, ils posent leurs valises à Saint-Maximin-la-Sainte-Baume, une petite commune située dans le Var. Honorine Rondello est alors employée comme femme de ménage au Trésor public[réf. nécessaire].

### Retraite
La Maximinoise d’adoption prend sa retraite à 73 ans[réf. nécessaire].
Son époux Etienne François Rondello, né le 25 avril 1897, s'éteint le 24 février 1984 à 86 ans.
À l'âge de 107 ans et après une fracture du col du fémur à la suite d'une chute, elle intègre la maison de repos des Trois Tilleuls de Saint-Maximin-la-Sainte-Baume. Honorine lit beaucoup, les journaux et des romans. Elle regarde la télévision et suit l'actualité.
Le 4 septembre 2016, à la mort d'Élisabeth Collot, Honorine Rondello devient la doyenne officielle des Français à 113 ans 1 mois et 6  jours.

### Mort
Honorine Rondello est décédée le jeudi 19 octobre 2017, à 114 ans et 83 jours, dans la maison de retraite des Trois Tilleuls à Saint-Maximin-la-Sainte-Baume (Var) où elle résidait depuis juin 2010. Elle était entourée de sa famille et s'est endormie paisiblement, sans souffrir. Ses obsèques se sont déroulées le mardi 24 octobre dans la basilique de Saint-Maximin-la-Sainte-Baume en présence de sa famille et de nombreux anonymes ayant fait le déplacement pour rendre un dernier hommage à Honorine.

## Télévision
- Septembre 2016 - Elle fait une apparition dans une vidéo publiée par l'AFP sur Dailymotion[5].
- Octobre 2016 - Elle est interviewée par Mouloud Achour pour l’émission Clique Dimanche diffusée sur Canal+ et sur YouTube. Elle y raconte son histoire et raconte la vie qu'elle mène dans la maison de retraite où elle réside[6].